# O princezně, která ráčkovala
O princezně, která ráčkovala je česká televizní muzikálová filmová pohádka z roku 1986. Režisérem filmu je Vladimír Karlík, scénář sestavila Magdaléna Kristenová a hudbu pro film složil Zdeněk Rytíř.

## Obsazení
| Iva Janžurová        | královna Karolína I.         |
| Dagmar Patrasová     | princezna Karolína II.       |
| Jan Čenský           | zahradník Kryštof, syn chůvy |
| Jiřina Bohdalová     | chůva                        |
| Jiří Krampol         | pan rádce                    |
| Rudolf Hrušínský ml. | zločinec                     |
| Jan Kuželka          | princ                        |

## Hudba
Ve filmu zaznělo několik písniček složených skladatelem Zdeňkem Rytířem, z nichž nejznámější je „Královské reggae“. Dalšími písničkami jsou „Já nemám zámek“ a „Kdekdo to ví“.

## Tvůrci a štáb
- Režie: Vladimír Karlík
- Scénář: Magdaléna Kristenová
- Dramaturg: Zdena Brunclíková
- Hlavní kameraman: František Němec
- Vedoucí výrobního štábu: Mirka Nováková
- Hudba a texty písní: Zdeněk Rytíř
- Hudební režie: Pavel Nikl
- Choreografie: Zdeňka Nemcová
- Výtvarník dekorací: Ivana Špeldová
- Kostýmní výtvarník: Evženie Rážová
- Kostýmy: Michaela Prokešová, Hana Káclová
- Výtvarná spolupráce: Jan Růžička
- Zvuk: Václav Nosek, Václav Heblík
- Střih: Jiří Šebelka
- Střih záznamu: Eva Honzíková, Helena Hovorková
- Kameramani: Jan Hušek, Petr Prima, Josef Veselý
- Masky: Nevena Thielová, Petr Hovorka
- Asistent režie: Libuše Nikermeierová
- Pomocná režie: Helena Heribanová

## Produkční a technické údaje
- Premiéra: 23. listopad 1986, I. program Československé televize (vysíláno v rámci Studia Kamarád)
- Výroba: Československá televize Praha, Hlavní redakce pro děti a mládež, © 1986
- Barva: barevný
- Jazyk: čeština
- Délka: cca 62 minut
- Formát obrazu: 4:3